# Gertrud Kraut (Keramikerin)
Gertrud Kraut (* 23. Januar 1883 in Straßburg; † 26. Dezember 1980 in Marienwerder bei Hannover) war eine deutsche Keramikerin, Künstlerin und Unternehmerin, die schon ab den frühen 1920er Jahren zur Elite des deutschen Kunsthandwerks zählte und mit ihren Arbeiten auf bedeutenden Ausstellungen vertreten war.

## Leben
Gertrud Kraut wurde in der Gründerzeit des Deutschen Kaiserreichs im Jahr 1883 in der Hauptstadt des damaligen Reichslandes Elsaß-Lothringen in eine bürgerliche Familie hineingeboren.
Ab 1901 und offiziell bis 1912 wohnte Kraut in dem von dem Architekten Heinrich Tramm für die Familie des vorstorbenen Kaufmanns, Tuchhändlers und Senators Heinrich Bernhard Röhrs in den Jahren 1854 bis 1855 am Schiffgraben 1 errichtete Haus Röhrs in Hannover, das der mit ihr verschwägerte Geheime Sanitätsrat und Leiter des Henriettenstiftes Theodor Lindemann 1883 erworben hatte. Das Gebäude, das die Keramikerin mehr als ein halbes Jahrhundert später in einem Brief an den Kunsthistoriker Georg Hoeltje beschrieb und das sie unter anderem mit der von der Familie um den Maler Friedrich Kaulbach benannten Villa Kaulbach verglich, wurde 1912 von der Hannoverschen Landeskreditanstalt erworben und 1913 abgerissen zugunsten eines Neubaus des Kreditinstitutes.
Von 1909 bis 1913 durchlief Kraut eine Ausbildung an der Debschitz-Schule in München. Einer der dortigen Haupt-Auftraggeber war Hermann Bahlsen, der für seine H. Bahlsens Keks-Fabrik in Hannover regelmäßig Aufträge an die Münchner Bildungseinrichtung und Keramische Werkstätte vergab. Um 1912/1913 gewann Gertrud Kraut, die die Keramikklasse der Debschitz-Schule leitete, einen von Bahlsen ausgelobten Wettbewerb, in dessen Folge ein in den Farben weiß, hell- und dunkelblau glasierter Steingut-Topf mit Deckel durch die Keramische Werkstätte W. v. Debschitz in München produziert wurde, 1914 als Exponat in Köln auf der Ausstellung des Deutschen Werkbundes gezeigt und später Teil der Neuen Sammlung wurde. Als Krauts Schulleiter 1914 dann die Leitung der Städtischen Kunstgewerbe- und Handwerkschule Hannovers übernahm, zog Kraut noch im selben Jahr ebenfalls nach Hannover. Sie ließ sich damit in jener Stadt als selbständige Kunstgewerblerin nieder, in der auch ihr Förderer Hermann Bahlsen seinen Firmensitz hatte. Parallel zu dieser Tätigkeit studierte sie 1914 und 1915 das Fach Glasurenchemie an der damaligen Technischen Hochschule Hannover.
Nach dem Ersten Weltkrieg gründete Kraut zu Beginn der Weimarer Republik im Jahr 1919 ihre erste eigene Keramikwerkstatt in Duingen, indem sie die Werkstatt der alten Töpferfamilie Lampe übernahm und dort Mitarbeiter und sogar Lehrlinge einstellte. Diese stellten nach Krauts Entwürfen Zierkeramik her wie beispielsweise Vasen, Dosen und Kleinplastiken, die Kraut anschließend auf kunsthandwerklichen Ausstellungen verkaufte.
Um 1920 hatte Gertrud Kraut in Hannover im Elternhaus der späteren Keramikerin Hedwig Bollhagen die 13-Jährige und andere Kinder in Zeichnen, Basteln und Kunstbetrachtung unterrichtet. Bollhagen besuchte anschließend Gertrud Kraut in Duingen, um ihrem Vorbild dort beim Arbeiten „über die Schulter zu schauen“ – und sollte ab 1926 eine von „Töpfermutter“ Krauts bekanntesten Schülerinnen werden.
Nach etwa zwei Jahren erfolgreichen Arbeitens verlegte Gertrud Kraut ihre Werkstatt 1922 nach Hameln, um sie dort als GmbH zunächst unter dem Firmennamen Niederdeutsche Werkstätten für Hauskunst GmbH, Keramische Abteilung Hameln zu betreiben.
1926 gründete Gertrud Kraut, wiederum als Teilhaberin, die Hamelner Töpferei GmbH, deren Geschäftsführung Georg Rawitscher übernahm. Das Unternehmen vergrößerte sich später und übernahm Fertigungsmethoden der Industrie, wurde insbesondere für sein qualitätvolles wie auch fortschrittliches Design bekannt und bis 1966 fortgeführt. Allerdings verließ Gertrud Kraut die Hamelner Töpfer schon im Folgejahr nach der Gründung, um 1927 eine keramische Tätigkeit in Hildesheim aufzunehmen. Ebenfalls 1927 wurde sie Gründungsmitglied der Gemeinschaft deutscher und österreichischer Künstlerinnenvereine aller Kunstgattungen (GEDOK), Ortsgruppe Hannover, der späteren GEDOK NiedersachsenHannover.
Ab 1930 betrieb Kraut eine Kunst-Töpferei in der Lister Straße 17 in Hannover, im Stadtteil List, wo Kurt Biermann zum Geschäftsführer ihres Unternehmens eingesetzt wurde.
Im Jahr der Machtergreifung durch die Nationalsozialisten trat Gertrud Kraut 1933 aus dem von ihr gegründeten hannoverschen Unternehmen aus und zog in ein evangelisches Damenstift, das Kloster Wülfinghausen bei Hannover. Um 1935 fertigte sie künstlerische Entwürfe für die ehemals von ihr in Hameln begründete und dort noch immer produzierende Hamelner Töpferei.